# Płyn hamulcowy

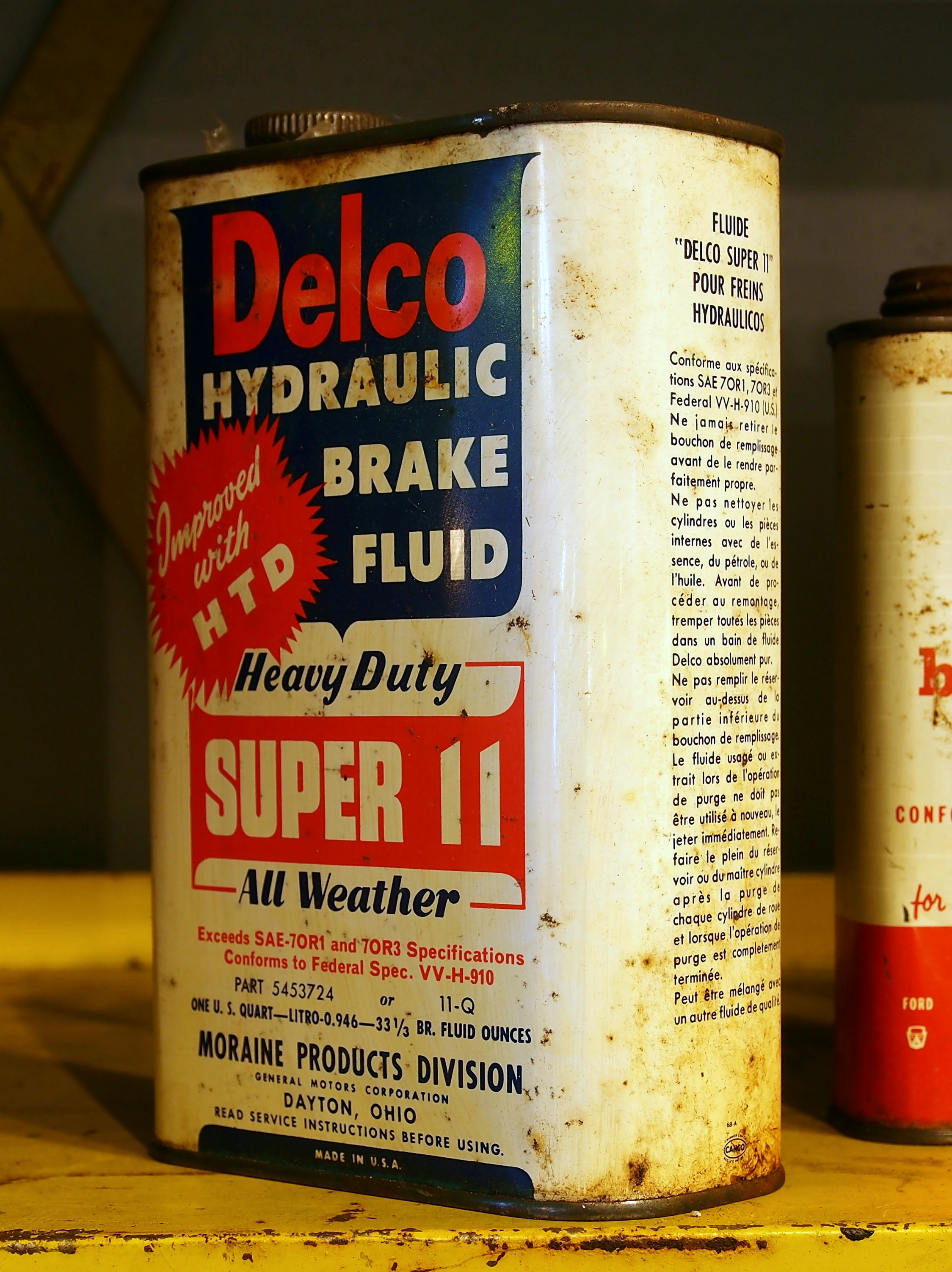
Opakowanie płynu hamulcowego produkcji amerykańskiej

Płyn hamulcowy – czynnik przenoszący ciśnienie hydrauliczne w układach hamulcowych. 

## Parametry płynów hamulcowych
Wymagania dotyczące płynów hamulcowych podane są w normach SAE J 1703, FMVSS 116 i ISO 4925.
Temperatura wrzenia płynu
Temperatura wrzenia jest miarą możliwości termicznego obciążenia płynu hamulcowego. To obciążenie może być szczególnie duże w cylinderkach hamulców kół. W temperaturach przekraczających rzeczywistą temperaturę wrzenia dochodzi do wytworzenia pęcherzyków gazu (pary) i wtedy uruchomienie hamulców przestaje być możliwe.
Temperatura wrzenia płynu zawierającego wodę
Podstawowym składnikiem większości płynów hamulcowych jest glikol, który ma własności higroskopijne, tzn. łatwo wchłania wodę. Temperatura wrzenia płynu hamulcowego zawierającego wodę jest znacznie niższa od temperatury wrzenia czystego płynu.
Lepkość
Zmiana lepkości płynu hamulcowego pod wpływem różnic temperatury powinna być jak najmniejsza, aby hamulce mogły niezawodnie działać w szerokim zakresie temperatur (od -40 °C do +100 °C). W przypadku układów hamulcowych z ABS zachowanie możliwie małej lepkości w niskich temperaturach jest szczególnie ważne.
Ściśliwość
Ściśliwość płynu hamulcowego powinna być mała i możliwie niezależna od temperatury.
Ochrona przed korozją
Według normy FMVSS 116 płyny hamulcowe nie powinny oddziaływać korozyjnie na metale stosowane w układach hamulcowych. W celu uzyskania wymaganych własności antykorozyjnych płynu stosuje się odpowiednie dodatki.
Wszystkie płyny hamulcowe z wyjątkiem DOT5, którego głównym składnikiem są silikony, działają agresywnie na skórę i powłokę lakierową samochodu.
Pęcznienie elastomerów
Każdy rodzaj płynu hamulcowego wymaga indywidualnego doboru i sprawdzenia elementów układu hamulcowego wykonanych z elastomerów. Pęcznienie elastomerów pod wpływem działania płynu nie powinno przekraczać 16%, aby została zachowana właściwa współpraca i wytrzymałość części. Zanieczyszczenie płynu hamulcowego, w którym głównym składnikiem jest glikol, nawet nieznaczną ilością oleju mineralnego (płyn hamulcowy z olejem mineralnym, rozpuszczalnik) może być przyczyną zniszczenia gumowych uszczelek i awarii układu hamulcowego.
Skład chemiczny
Skład chemiczny płynu hamulcowego jest bardzo istotny z punktu widzenia wymienionych wcześniej własności. Zmiany składu chemicznego mogą poprawić niektóre własności płynu, lecz powodują najczęściej zmianę innych jego własności. Płyny hamulcowe są zazwyczaj mieszaniną eterów alkilowych glikoli etylenowych, estrów boranowych i polipropylenoglikoli z dodatkami.